# Championnat d'Argentine de football 1986-1987
Navigation
Saison précédente Saison suivante
La saison 1986-1987 du Championnat d'Argentine de football était la 57e édition professionnelle de la première division argentine. Les 20 meilleures équipes du pays sont regroupées au sein d'une poule unique, où chaque club rencontre tous ses adversaires 2 fois.
C'est le club de Rosario Central, pourtant promue de Segunda División, qui termine en tête du championnat et remporte le 4e titre de champion d'Argentine de son histoire.

## Les 20 clubs participants
| \| Buenos Aires La Plata Santa Fe Rosario Córdoba \| Villes représentées lors de la saison 1986-1987 |
| Buenos Aires La Plata Santa Fe Rosario Córdoba                                                       |

- Boca Juniors
- San Lorenzo de Almagro
- River Plate
- Independiente
- Gimnasia y Esgrima (La Plata)
- Newell's Old Boys (Rosario)
- Talleres (Córdoba)
- Instituto (Córdoba)
- Unión (Santa Fe)
- Vélez Sársfield
- Argentinos Juniors
- Estudiantes (La Plata)
- Ferro Carril Oeste
- Deportivo Español
- Platense
- Temperley
- Racing (Córdoba)
- Rosario Central - Promu de Segunda División
- Racing Club - Promu de Segunda División
- Deportivo Italiano - Promu de Segunda División

## Compétition

### Classement
Le classement est établi en utilisant le barème suivant :
- Victoire : 2 points
- Match nul : 1 point
- Défaite, forfait ou abandon : 0 point

| Rang | Équipe                        | Pts | J  | G  | N  | P  | Bp | Bc | Diff |
| ---- | ----------------------------- | --- | -- | -- | -- | -- | -- | -- | ---- |
| 1    | Rosario Central (P)           | 49  | 38 | 17 | 15 | 6  | 64 | 45 | +19  |
| 2    | Newell's Old Boys (Rosario)   | 48  | 38 | 19 | 10 | 9  | 57 | 38 | +19  |
| 3    | Independiente                 | 47  | 38 | 17 | 13 | 8  | 70 | 47 | +23  |
| 4    | Boca Juniors                  | 46  | 38 | 18 | 10 | 10 | 62 | 49 | +13  |
| 5    | Racing Club (P)               | 44  | 38 | 16 | 12 | 10 | 50 | 41 | +9   |
| 6    | Ferro Carril Oeste            | 44  | 38 | 13 | 18 | 7  | 40 | 32 | +8   |
| 7    | San Lorenzo de Almagro        | 44  | 38 | 15 | 14 | 9  | 45 | 38 | +7   |
| 8    | Instituto (Córdoba)           | 41  | 38 | 13 | 15 | 10 | 54 | 46 | +8   |
| 9    | Vélez Sársfield               | 41  | 38 | 15 | 11 | 12 | 50 | 43 | +7   |
| 10   | River Plate (T) (CL)          | 39  | 38 | 13 | 13 | 12 | 54 | 49 | +5   |
| 11   | Talleres (Córdoba)            | 38  | 38 | 11 | 16 | 11 | 54 | 61 | -7   |
| 12   | Estudiantes (La Plata)        | 37  | 38 | 10 | 17 | 11 | 40 | 45 | -5   |
| 13   | Gimnasia y Esgrima (La Plata) | 37  | 38 | 12 | 13 | 13 | 33 | 41 | -8   |
| 14   | Deportivo Español             | 36  | 38 | 12 | 12 | 14 | 29 | 31 | -2   |
| 15   | Racing (Córdoba)              | 33  | 38 | 8  | 17 | 13 | 43 | 56 | -13  |
| 16   | Unión (Santa Fe)              | 31  | 38 | 6  | 19 | 13 | 30 | 38 | -8   |
| 17   | Argentinos Juniors            | 28  | 38 | 5  | 18 | 15 | 45 | 47 | -2   |
| 18   | Temperley                     | 27  | 38 | 7  | 13 | 18 | 28 | 48 | -20  |
| 19   | Platense                      | 27  | 38 | 6  | 15 | 17 | 40 | 63 | -23  |
| 20   | Deportivo Italiano (P)        | 23  | 38 | 6  | 11 | 21 | 29 | 59 | -30  |

|  | Qualification pour la Copa Libertadores 1987                                                   |
|  | Participation à la Liguilla pré-Libertadores                                                   |
|  | Participation au barrage de relégation                                                         |
|  | Relégation en Segunda División                                                                 |
|  | (T) : Tenant du titre (P) : Promu de Segunda División (CL) : Vainqueur de la Copa Libertadores |

- Le Club Deportivo Italiano est relégué car il possède la plus mauvaise moyenne de points sur les 3 dernières saisons. Platense et Temperley terminent à égalité à l'avant-dernière place du classement à la moyenne, ils doivent disputer un barrage pour désigner le club relégué en Segunda División.

### Matchs

#### Barrage de relégation
|  | Platense | 2 - 0 | Temperley | Stade Tomás-Adolfo-Ducó |  |
|  |          |       |           |                         |  |

### Liguilla pré-Libertadores
L'Argentine dispose de 2 places assurées en Copa Libertadores : une pour le champion de la saison régulière (cette saison, le club de Rosario Central) et une pour le vainqueur de la Liguilla pré-Libertadores, une coupe qui rassemble les 5 meilleurs clubs de D1 et les 3 meilleurs de D2. Cette compétition se joue en matchs aller-retour avec élimination directe. 

#### Quarts de finale
| Équipe 1                | Résultat | Équipe 2                    | Aller | Retour |
| ----------------------- | -------- | --------------------------- | ----- | ------ |
| Banfield (D2)           | 1 - 2    | Independiente               | 1 - 0 | 0 - 2  |
| Belgrano (Córdoba) (D2) | 0 - 2    | Newell's Old Boys (Rosario) | 0 - 0 | 0 - 2  |
| Deportivo Armenio (D2)  | 4 - 6    | Boca Juniors                | 2 - 4 | 2 - 2  |
| Racing Club             | 1 - 2    | Ferro Carril Oeste          | 0 - 0 | 1 - 2  |

#### Demi-finales
| Équipe 1                    | Résultat | Équipe 2      | Aller | Retour |
| --------------------------- | -------- | ------------- | ----- | ------ |
| Ferro Carril Oeste          | 0 - 1    | Independiente | 0 - 0 | 0 - 1  |
| Newell's Old Boys (Rosario) | 2 - 6    | Boca Juniors  | 0 - 1 | 2 - 5  |

#### Finale
| Équipe 1      | Résultat | Équipe 2     | Aller | Retour |
| ------------- | -------- | ------------ | ----- | ------ |
| Independiente | 4 - 3    | Boca Juniors | 2 - 2 | 2 - 1  |

- Le Independiente se qualifie pour la Copa Libertadores 1987.

## Bilan de la saison
| Tableau d'Honneur                   |                 |
| Compétition                         | Vainqueur       |
| Championnat d'Argentine de football | Rosario Central |

| Qualifications continentales |                                                    |
| Copa Libertadores 1987       | Rosario Central Independiente River Plate (tenant) |

| Promotions et relégations    |                              |
| Promus en Primera Division   | Deportivo Armenio Banfield   |
| Relégués en Segunda Division | Temperley Deportivo Italiano |